# Paulo Debétio
Paulo Debétio (Pesqueira, 1 de março de 1946 – Rio de Janeiro, 19 de junho de 2023) foi um compositor, produtor musical, músico e cantor brasileiro.

## Biografia
Pernambucano, iniciou sua carreira musical em Minas Gerais, como integrante da dupla Santos & Debétio, num festival de carnaval em Belo Horizonte.
Durante a década de 70, algumas de suas composições foram gravadas por Alcione, escritas em parceria com Paulinho Rezende. Zé Carlos, Janaína, Leci Brandão, Emílio Santiago e Wando foram outros intérpretes de suas músicas.
Trabalhou como produtor da gravadora PolyGram, produzindo cantores e bandas como Alcione, Agepê, Chitãozinho e Xororó, Fafá de Belém, Emílio Santiago, Elimar Santos, Simone, Margareth Menezes, Luiz Caldas, Beto Barbosa, Gian & Giovani, Luiz Airão, Odair José e Rebanhão, além de vários outros.
A partir da década de 1990, iniciou carreira solo.

### Morte
Morreu, no Rio de Janeiro, em 19 de junho de 2023. Segundo o filho, foi internado e entubado no domingo, 18 de junho, por estar com falta de ar.